# Mayday (tajvani együttes)
A Mayday (kínaiul: 五月天, pinjin: Wǔ Yuè Tiān) egy tajvani alternatív rockegyüttes, mely az 1990-es években alakult, középiskolai rockegyüttesként. Tagjai Ashin (Csen Hszin-hung (Chen Hsin Hung); vokál), Monster (Ven Sang-ji (Wen Shang Yi); gitár), Stone (Si Csin-hang (Shih Chin-hang); gitár), Masa (Caj Sen-jen (Tsai Shen-yen); basszusgitár, zongora) és Guan You/Ming (Liu Jen-ming (Liu Yen-ming); dobok). Eredetileg So Band volt a nevük, 1997-ben lett Mayday, Masa internetes beceneve alapján. Több mint egymillió albumot adtak el. Az együttes zenei példaképe a The Beatles, egyik albumukon egy John Lennon című dal is szerepel. Karrierjüket kemény garage rock stílussal kezdték, később fokozatosan lágyult a zenéjük. Az egyik első tajvani rockzenekarként tartják őket számon. 1999 és 2008 között nyolc nagylemezt jelentettek meg, számos díjat nyertek, többször nyerték el a Golden Melody Awards legjobb együttesnek járó elismerését.